# Michail Kolganow
Michail Alexandrowitsch Kolganow (kasachisch Михаил Александрович Колганов; * 9. Mai 1980 in Leninogorsk, Sowjetunion) ist ein ehemaliger kasachischer Leichtathlet, der sich auf den Mittelstreckenlauf spezialisiert hat. Seinen größten Erfolg feierte er mit dem Sieg bei den Asienmeisterschaften 2002 über 800 Meter.

## Sportliche Laufbahn
Erste Erfahrungen bei internationalen Meisterschaften sammelte Michail Kolganow vermutlich im Jahr 1999, als er bei den Juniorenasienmeisterschaften in Singapur in 3:47,04 min den vierten Platz im 1500-Meter-Lauf belegte. 2001 siegte er in 1:49,18 min über 800 Meter bei den Ostasienspielen in Osaka und siegte auch über 1500 Meter in 3:46,43 min. Im Jahr darauf siegte er in 1:48,91 min über 800 Meter bei den Asienmeisterschaften in Colombo und kam über 1500 Meter nicht ins Ziel. Anschließend belegte er beim IAAF World Cup in Madrid in 1:47,45 min den siebten Platz über 800 Meter und gelangte dann bei den Asienspielen in Busan mit 1:47,89 min auf Rang vier und wurde in 3:49,64 min Neunter über 1500 Meter. 2003 ging er bei der Sommer-Universiade in Daegu im Halbfinale über 800 Meter nicht mehr an den Start und belegte in 3:48,56 min den zwölften Platz über 1500 Meter. Anschließend siegte er in 1:49,60 min und 3:56,45 min über 800 und 1500 Meter bei den Zentralasienspielen in Duschanbe. Im Jahr darauf belegte er bei den erstmals ausgetragenen Hallenasienmeisterschaften in Teheran in 1:53,99 min und 3:58,40 min jeweils den vierten Platz. Im August nahm er über 800 Meter an den Olympischen Sommerspielen in Athen teil und schied dort mit 1:47,36 min in der ersten Runde aus. 2005 gelangte er bei der Sommer-Universiade in Izmir mit 3:53,97 min auf den zehnten Platz über 1500 Meter und belegte anschließend bei den Asienmeisterschaften in Incheon mit 3:47,45 min den fünften Platz. 2011 bestritt er seinen letzten offiziellen Wettkampf und beendete daraufhin seine aktive sportliche Karriere im Alter von 31 Jahren.
In den Jahren 2003. 2006 und 2007 wurde Kolganow kasachischer Meister im 800-Meter-Lauf im Freien sowie 2004 in der Halle. Zudem wurde er von 2005 bis 2007 Landesmeister über 1500 Meter im Freien und 2004, 2006 und 2010 in der Halle.

## Persönliche Bestzeiten
- 800 Meter: 1:46,99 min, 5. Juni 2004 in Almaty (kasachischer Rekord)
  - 800 Meter (Halle): 1:48,89 min, 17. Februar 2004 in Moskau
- 1500 Meter: 3:44,31 min, 13. Juni 2006 in Tula
  - 1500 Meter (Halle): 3:48,81 min, 18. Februar 2001 in Moskau